# Chapter 4
Chapter 4 est un groupe de R&B masculin originaire d'Atlanta et formé de quatre jeunes chanteurs.

## Biographie
Baptisé initialement 3rd Storee, le groupe sort un premier album intitulé The 3rd Storee sur le label Elektra en 1999. Ils signent par la suite sur le label Def Soul, la filiale r&b de Def Jam, qui édite l'album Get With Me en 2002. Aujourd'hui ils sont signés chez J Records filiale de Sony BMG et aucune date n'est prévue pour le moment pour un éventuel album.